# Clădirea fostei școli reale de pe str. Mihail Kogălniceanu, 65 (Chișinău)
Clădirea fostei școli reale de pe str. Mihail Kogălniceanu, 65 este o clădire amplasată pe str. Mihail Kogălniceanu, 65 în Chișinău, Republica Moldova. Este un monument istoric și arhitectural de importanță națională inclus în Registrul monumentelor Republicii Moldova ocrotite de stat cu nr. 222 (municipiul Chișinău). Datează din anii 1870.